# Villameriel
Villameriel település Spanyolországban, Palencia tartományban. Villameriel Bárcena de Campos, Castrillo de Villavega, Abia de las Torres, Villaprovedo, Santa Cruz de Boedo, Calahorra de Boedo, Páramo de Boedo, Sotobañado y Priorato, Olea de Boedo, Collazos de Boedo, Villasila de Valdavia, Villanuño de Valdavia és Villaeles de Valdavia községekkel határos. Lakosainak száma 105 fő (2024).

## Népesség
A település népessége az elmúlt években az alábbi módon változott:
| Lakosok száma | 158  | 141  | 130  | 132  | 122  | 130  | 122  | 112  | 109  | 105  |
|               | 2001 | 2004 | 2007 | 2009 | 2012 | 2014 | 2017 | 2019 | 2022 | 2024 |